# Sepulcro de María de Molina

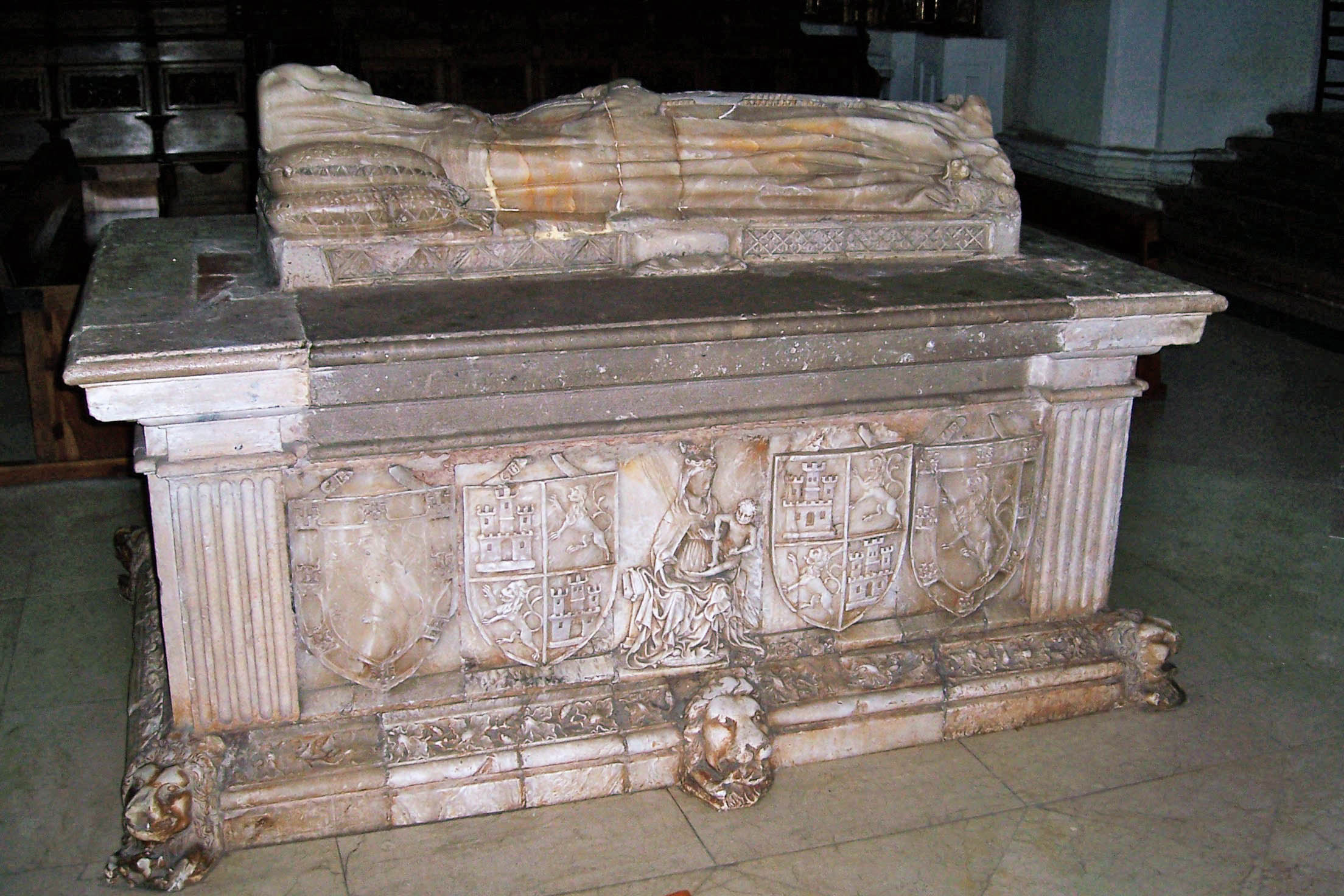
Sepulcro de la reina María de Molina.

El sepulcro de la reina María de Molina, que se halla en la iglesia del monasterio de las Huelgas Reales de Valladolid, alberga los restos mortales de la reina María de Molina, que fue la esposa del rey Sancho IV de Castilla y la madre del rey Fernando IV.
La reina María de Molina falleció el 1 de julio de 1321, dos días después de haber otorgado su testamento. Fue enterrada en el monasterio de las Huelgas Reales de Valladolid en un sepulcro situado en el crucero de la iglesia de dicho monasterio, correspondiendo su aspecto actual a la reforma que se le hizo en el año 1579. Tres veces fue destruida la iglesia del monasterio de las Huelgas; en el año 1282, en 1328, cuando fue incendiado durante el asalto a la ciudad de Valladolid por parte de Alfonso XI de Castilla, nieto de la reina María de Molina, y a finales del siglo XVI, cuando la iglesia fue reconstruida en estilo herreriano.

## Historia

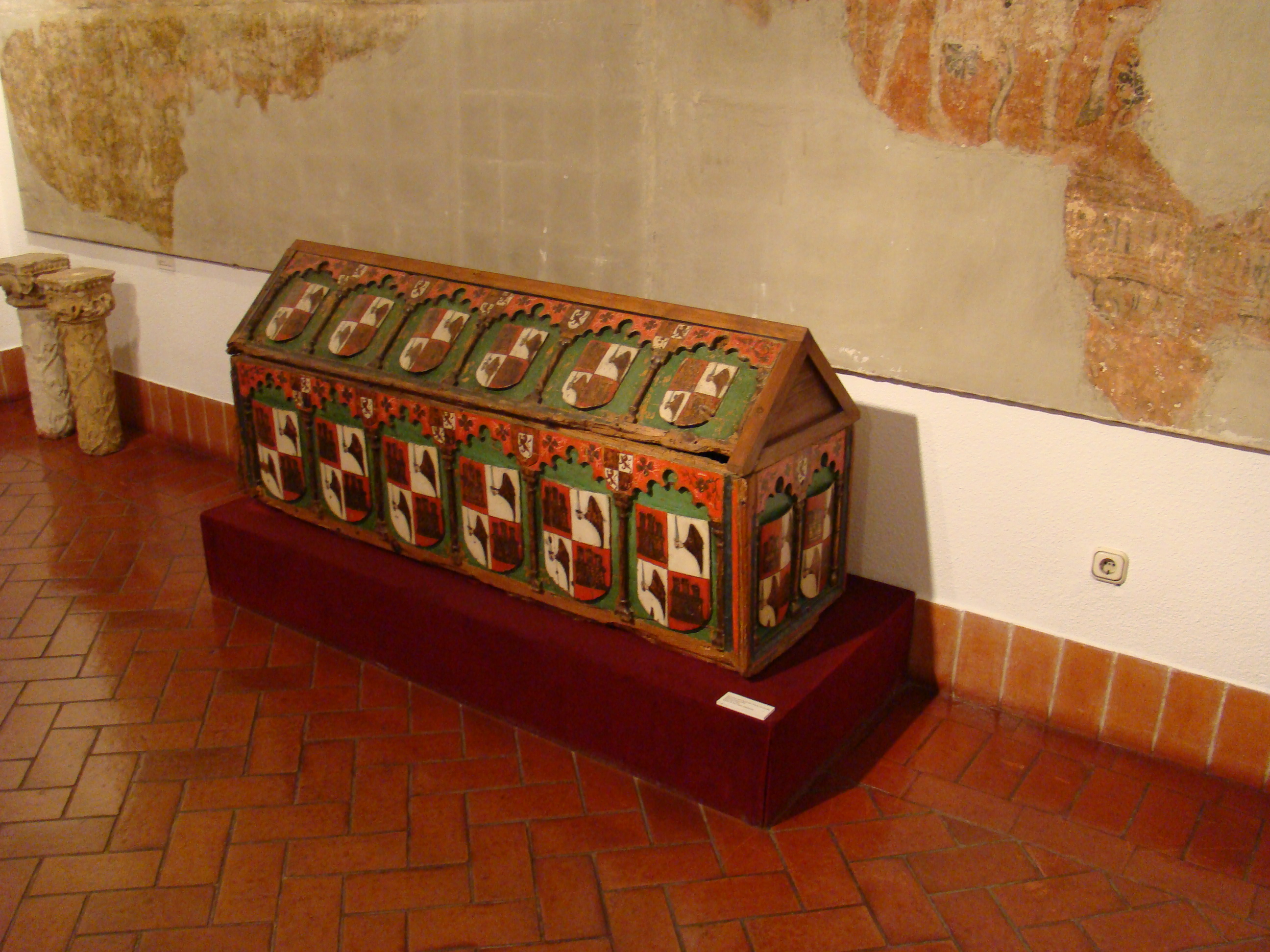
Ataúd del infante Alfonso de Castilla, hijo de la reina María de Molina. (Museo de Valladolid).

La Crónica de Alfonso XI refiere que cuando éste monarca sitió Valladolid y ordenó incendiar el monasterio de las Huelgas, que su abuela había fundado, dispuso que previamente sacasen el cadáver de la reina para que no fuese consumido por las llamas. El primitivo sepulcro estuvo colocado en la primitiva iglesia del monasterio hasta el año 1500, en que siendo abadesa Ana de Mendoza y Quijada, se construyó una nueva iglesia, en la que fue colocado el sepulcro de la reina. En 1572 el cronista Ambrosio de Morales describió el primitivo sepulcro de la reina, que siete años después fue completamente reformado:

La Reina tiene corona, más está en hábito honesto, sin tener letra alguna. Tiene los escudos con castillo y león, y otros con sólo león, y castillo por orla, que parece fueron las armas de su padre el infante Alonso de Molina. A ambos lados en la pared están arcos labrados de follajes de yeso, con tumbas no muy grandes de lo mismo, con aquellos escudos de león y sin letra: son sepulturas de los infantes sus hijos, como las monjas por tradición refieren.

Los infantes mencionados por Ambrosio de Morales son los infantes Alfonso y Enrique, hijos de María de Molina y de Sancho IV de Castilla. Sin embargo, las fuentes señalan que ambos infantes recibieron sepultura en otros monasterios. 
El infante Alfonso fue sepultado en el convento de San Pablo de Valladolid y sus restos se encuentran en la actualidad en el Museo Arqueológico de Valladolid, mientras que el infante Enrique fue sepultado en el monasterio de San Ildefonso de Toro, actualmente en estado ruinoso, que había sido fundado por la reina María de Molina. No obstante lo anterior, en el monasterio de San Salvador de Oña se encuentra un sepulcro de madera, colocado en el panteón condal, en el que se supone que descansan los restos de los infantes Enrique y Felipe, hijos de María de Molina.

## Descripción

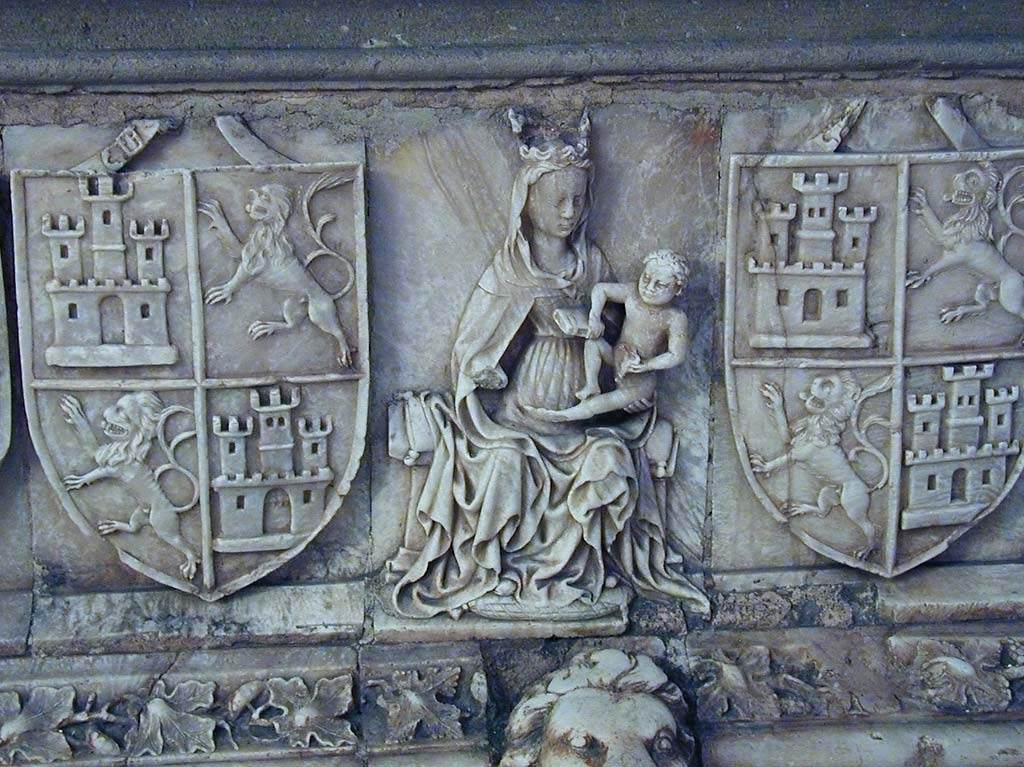
Relieves del sepulcro de la reina María de Molina, en el monasterio de las Huelgas Reales de Valladolid.

El sepulcro es exento y de forma rectangular, y sobre su cubierta se encuentra colocada la figura yacente de la reina. El sepulcro descansa apoyado en un basamento formado por seis cabezas de león y por una franja que se halla decorada con relieves vegetales. Las pilastras acanaladas de los extremos del sepulcro corresponden a la reforma que se le hizo en el año 1579, aunque a lo largo del mismo se colocaron en ese año una serie de relieves procedentes del primitivo sepulcro de la reina, y en los que aparecen representadas diferentes escenas religiosas. 
En el relieve situado en la cabecera aparece el Calvario entre las figuras de San Juan Bautista y San Cristóbal. En el relieve del lateral izquierdo, en el centro, aparece la Virgen sedente con el Niño Jesús en las rodillas y a ambos lados de esta representación se encuentran colocados dos escudos cuartelados de Castilla y León, por su condición de reina consorte de Castilla, y dos escudos con leones rampantes y castillos en la orla del escudo, que se corresponden con el escudo de armas del infante Alfonso de Molina, hijo de Alfonso IX de León y padre de la reina María de Molina. En el lateral derecho, en el centro, aparece la imagen de San Bernardo, fundador de la Orden del Císter, a la que pertenece el monasterio de las Huelgas Reales de Valladolid, y a los lados del santo se encuentran colocados cuatro escudos de características similares a los anteriores. En el lateral que corresponde a los pies del sepulcro aparece la reina María de Molina, sentada en una silla de tijera y dando a las monjas la Carta de Fundación del Monasterio. 
Sobre la cubierta del sepulcro se halla colocada la estatua yacente de la reina, que apoya su cabeza sobre dos almohadas y aparece vestida con una saya ajustada y con ceñidor, estando su cabeza cubierta por un velo. Las manos de la reina aparecen cruzadas sobre su regazo, y porta en ellas un rosario y un libro, y a los pies de la reina aparece un perro recostado, símbolo de fidelidad. Por el reborde lateral del basamento del sepulcro corre una decoración de tracerías. Las vestiduras de la reina se asemejan a las de los primeros años del siglo XV. Esta fecha y las características de los relieves de alabastro procedentes del primitivo sepulcro han llevado a creer que el primer sepulcro de la reina hubo de ser realizado, aproximadamente, entre los años 1410 y 1440.